# Les Versets de l'oubli
Pour plus de détails, voir Fiche technique et Distribution.
Les Versets de l’oubli (Los versos del olvido) est un film dramatique germanico-franco-néerlando-chilien écrit et réalisé par Alireza Khatami, sorti en 2017.
Le film est primé sur scénario dans le cadre de l'Aide à la Création de la Fondation Gan pour le Cinéma en 2013.

## Fiche technique
- Titre original : Los versos del olvido
- Titre international : Oblivion Verses
- Titre français : Les Versets de l’oubli
- Titre allemand : Los versos del olvido - Im Labyrinth der Erinnerung
- Réalisation et scénario : Alireza Khatami[1]
- Décors : Jorge Zambrano
- Costumes : Nadine Kremeier
- Photographie : Antoine Héberlé
- Son : Miroslav Babic
- Montage : Florent Mangeot
- Production : Fred Bellaïche, Vincent Wang et Dominique Welinski[1]

Coproducteurs : Fabian Massah et Catharina Schreckenberg (Allemagne) ; Eva Eissenloeffel, Leontine Petit et Joost de Vries (Pays-Bas) ; Giancarlo Nasi (Chili)
- Sociétés de production : House on Fire[1] ; Bodega Films, Endorphin Production, Lemming Film, Don Quijote Films et Rampante Cine (coproductions)
- Sociétés de distribution : Bodega Films (France) ; Sabcat Media (Allemagne), Storyboard Media (Chili)
- Pays d’origine :  Allemagne /  Chili /  France /  Pays-Bas
- Langue originale : espagnol
- Format : couleur
- Genre : drame
- Durée : 92 minutes
- Dates de sortie :
  - Italie : 3 septembre 2017 (Mostra de Venise)
  - Allemagne : 12 juillet 2018
  - Chili : 31 mai 2018
  - France : 1er août 2018

## Distribution
- Juan Margallo : le gardien à la morgue
- Manuel Moron : le conducteur de corbillard
- Itziar Aizpuru : la vieille femme
- Tomás del Estal : le fossoyeur
- Julio Jung : l’homme des archives
- Gonzalo Robles : l’administrateur du cimetière

### Document
- Dossier de presse Les Versets de l’oubli